# كولن هولمز
كولن هولمز (بالإنجليزية: Colin Holmes)‏ هو مؤرخ بريطاني، ولد في 1938.